# Liste der Bischöfe von Prag

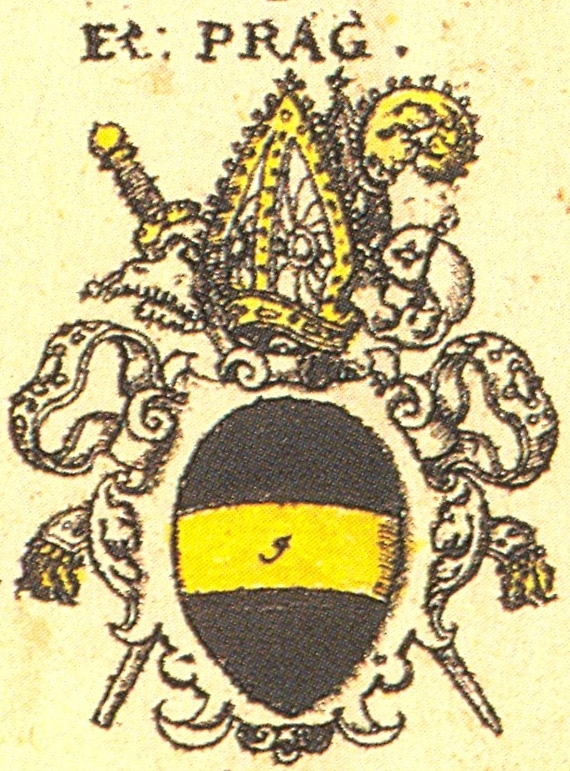
Wappen des Bistums/Erzbistums Prag nach Siebmachers Wappenbuch von 1605

Die folgenden Personen waren Bischöfe und Erzbischöfe des Erzbistums Prag:
(Die Angaben bezüglich der Regierungsjahre, Weihe- und Sterbedaten sind in der Literatur widersprüchlich und bedürfen jeweils einer Überprüfung.)

## Bischöfe
- 973–982 Thietmar
- 982–997 Adalbert (Verzichtete 988 auf die Amtsausübung und nahm sein Amt 992 wieder auf. Da er sich meist außerhalb Böhmens aufhielt, wurde vermutlich Christian gewählt.)
  - 994–997 Strahkvas/Christian (Offenbar Bischof während der Abwesenheit Adalberts; Daten nicht genau bekannt.)
- 998–1017 Thiddag
- 1017–1023 Ekkehard
- 1023–1030 Hizzo
- 1030–1067 Severus
- 1068–1090 Jaromír-Gebehard
- 1091–1098 Cosmas
- 1099–1122 Hermann
- 1122–1134 Meinhard
- 1134–1139 Johann I.
  - 1139–1140 Sylvester (Verzichtete noch vor der Weihe auf das Amt.)
- 1140–1148 Otto
- 1148–1167 Daniel I.
  - 1168 Gotpold (verstorben vor der Weihe am 10. März 1168)
- 1168–1179 Friedrich I.
- 1180–1182 Valentin
- 1182–1197 Heinrich (Břetislav)
- 1197–1214 Daniel II. (Milík)
- 1214–1223 Andreas von Guttenstein
- 1224–1226 Pilgrim
- 1226–1226 Budilov
- 1227–1236 Johann II. von Dražice
- 1236–1240 Bernhard
- 1240–1258 Nikolaus von Újezd
- 1258–1278 Johann III.
- 1278–1296 Tobias von Bechin
- 1296–1301 Gregor von Waldek
- 1301–1343 Johann IV. von Dražice
- 1343–1344 Ernst von Pardubitz (Am 30. April 1344 zum Erzbischof ernannt.)

## Erzbischöfe
- 1344–1364 Ernst von Pardubitz
- 1364–1378 Johann Očko von Wlašim
- 1379–1396 Johannes VI. von Jenstein
- 1396–1402 Olbram von Škvorec
  - 1402 Nikolaus Puchník von Černice (starb vor der Bischofsweihe)
- 1402–1411 Zbynko Zajíc von Hasenburg
- 1411–1412 Sigmund Albík von Uničov
- 1413–1421 Konrad von Vechta (mit der Annahme der Vier Prager Artikel im April 1421 wurde er faktisch Oberhaupt der hussitischen Kirche mit Jan Rokycana als Nachfolger)

## Administratoren
Während der Zeit des Hussitentums und des böhmischen Utraquismus blieb das Amt des Prager Erzbischofs von 1434 bis 1561 unbesetzt. Während der Sedisvakanz amtierten vom Papst eingesetzte Administratoren. Das Domkapitel blieb der Alten Kirche treu und verlegte seinen Sitz von 1434 bis 1436 nach Zittau.
- 1421–1430 Johann von Bucca, der Eiserne
- 1430–1434 Konrad von Zwole
- 1434–1444 Simon von Nymburk / Johann von Dubá / Georg von Prag
- 1434–1442 Johann von Dubá
- 1442–1446 Georg von Prag
- 1446–1453 Prokop von Kladrau
- 1453–1458 Wenzel Hněvsín von Krumau / Nikolaus von Krumau
- 1458–1460 Wenzel Hněvsín von Krumau
- 1461	 Nikolaus von Krumau
- 1461–1462 Johann Šimanek von Krumau / Hilarius von Leitmeritz
- 1462	 Martin Terra von Strašecí
- 1462–1468 Hilarius von Leitmeritz
- 1468–1481 Johann Šimanek von Krumau
- 1468–1483 Johann (Hanusch) von Kolowrat
- 1481–1484 Wenzel von Plan
- 1484–1498 Paul Pouček von Talmberg
- 1498–1510 Ambrosius Chrt von Pilsen
- 1498–1501 Blasius Kremer von Plan
- 1511–1525 Johann Žák
- 1525–1544 Ernst von Schleinitz (Administrator)[1]
- 1544–1557 Valentin Hahn von Mies
- 1544–1554 Johann Podbradský von Buchau
- 1554–1561 Heinrich Písek (Scribonius) von Bischofteinitz; leitete vom 27. Juni bis 2. Juli 1558 die Synode in Glatz, auf der im Auftrag des Glatzer Pfandherrn Ernst von Bayern die Konfession der anwesenden Geistlichen des Glatzer Dekanats mit einem umfangreichen Fragenkatalog erfasst werden sollte. Der entsprechende Bericht wurde von den Zisterzienseräbten Johannes Cressavicus und Leonhard Paumann vom Kloster Fürstenfeld verfasst.[2] Der Kommission gehörten außerdem u. a. an: Der Burggraf der Prager Altstadt, der Propst von Heiligkreuz in Breslau sowie ein Vertreter der Johanniterkommende Glatz.

## Erzbischöfe
- 1561–1580 Anton Brus von Müglitz

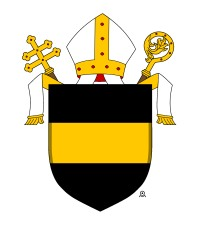
Wappen des Erzbistums Prag

- 1581–1590 Martin Medek von Müglitz
- 1592–1606 Zbynko Berka von Duba und Leipa
- 1607–1612 Karl Freiherr von Lamberg
- 1612–1622 Johann Lohelius
- 1623–1667 Ernst Adalbert Graf von Harrach zu Rohrau
- 1667–1668 Johann Wilhelm Libštejnský von Kolowrat
- 1668–1675 Matthäus Ferdinand Sobek von Bilenberg
- 1675–1694 Johann Friedrich von Waldstein
- 1694–1710 Johann Joseph Graf Breuner von Asparn
- 1710–1731 Franz Ferdinand von Kuenburg
- 1732–1733 Daniel Joseph Mayer von Mayern
  - 1733 Johann Adam Wratislaw von Mitrowitz (Starb vor der päpstlichen Bestätigung.)
- 1733–1763 Johann Moritz Gustav von Manderscheid-Blankenheim
- 1764–1793 Anton Peter Graf Příchowský von Příchowitz
- 1793–1810 Wilhelm Florentin von Salm-Salm
- 1815–1830 Wenzel Leopold Chlumčanský von Přestavlk
- 1830–1833 Alois Josef Graf Krakovský von Kolowrat
- 1833–1838 Andreas Alois Ankwicz von Skarbek-Poslawice
- 1838–1849 Alois Joseph Schrenck von Notzing
- 1850–1885 Friedrich Joseph Fürst von Schwarzenberg
- 1885–1899 Franz de Paula, Graf von Schönborn-Buchheim-Wolfstal
- 1899–1916 Leo Skrbenský von Hříště
- 1916–1919 Paul Graf Huyn
- 1919–1931 František Kordač
- 1931–1941 Karel Kašpar Boromejský
  - 1941–1946 Vakanz
- 1946–1969 Josef Beran
  - 1969–1977 Vakanz
- 1977–1991 František Tomášek
- 1991–2010 Miloslav Vlk
- 2010–2022 Dominik Duka OP
- seit 2022 Jan Graubner

## Schrifttum